# James Merritt Ives
James Merritt Ives, né le 5 mars 1824 et mort le 3 janvier 1895, est un lithographe, comptable et homme d'affaires américain. Il supervise l'aspect commercial et financier du cabinet Currier and Ives, qu'il co-gère avec son associé, Nathaniel Currier (en).

## Biographie
Ives naît le 5 mars 1824 à New York. Son père travaille comme surintendant de l'hôpital Bellevue à New York. Ives termine ses études et commence à travailler quand il a douze ans. Il s'intéresse beaucoup à l'art, cependant, et continue à s'instruire de façon informelle en visitant des galeries, des bibliothèques et des expositions. 
Le 24 juin 1846, il épouse Caroline Clark (1827-1896). Le couple a six enfants : deux fils et quatre filles. Caroline est la belle-sœur du frère de Nathaniel Currier, Charles Currier. Charles recommande Ives à Nathanael, qui l'engage comme comptable en 1852 pour son cabinet, N. Currier, lithographe.
Il devient vite évident que le talent d'Ives en tant qu'artiste et ses connaissances artistiques lui donnent un aperçu précieux de ce que le public veut, et ses compétences en affaires et en marketing contribuent grandement à la croissance de la compagnie. Ives  contribue à l'amélioration et à la modernisation des méthodes comptables de Currier, à la réorganisation des stocks de l'entreprise et à la rationalisation des méthodes de production. En 1857, il devient associé à part entière en aidant Currier à interviewer des artistes, des artisans et en sélectionnant les images que l'entreprise publiera, ce qui lui permet de devenir un associé à part entière. Le nom de l'entreprise devient Currier and Ives. Ives encourage la production d'images idéalisées de la vie quotidienne de la classe moyenne américaine qui fait le succès de l'entreprise.
La firme Currier and Ives est connue pour ses estampes d'art populaires et abordables sur des sujets tels que les scènes d'hiver, les paysages, les événements sportifs, les navires et les icônes de la vie au 19e siècle. Ces estampes sont encore aujourd'hui très recherchées par les collectionneurs. Ives travaille plus de quarante ans au cabinet jusqu'à sa mort.
Il meurt le 3 janvier 1895 à Rye. Il est inhumé au cimetière de Greenwood, à New York. Après la mort d'Ives, ses fils et les fils de Currier continuent de diriger l'entreprise jusqu'à sa liquidation en 1907.